# Juan A. García Madruga
Juan A. García Madruga (León, 1948) es catedrático de Psicología Evolutiva de la Universidad Nacional de Educación a Distancia (UNED).

## Biografía
Sus áreas de investigación incluyen la comprensión lectora y la memoria operativa y, aparte de los trabajos publicados en publicaciones propios de su campo, sus artículos y ensayos han sido publicados en revistas como la Revista de Occidente.

## Publicaciones
- Desarrollo y Conocimiento (1991)
- Estrategias en la comprensión y memoria de textos - con Juan Luis Luque (1993) - McGraw-Hill
- Comprensión lectora y memoria operativa - con Mª Rosa Elosúa, Francisco Gutiérrez, Juan Luis Luque, Milagros Gárate (1999) - Paidós
- Mental Models in Reasoning (2000)
- Lectura y Conocimiento (2006)
- Psicología del desarrollo II - con Francisco Gutiérrez Martínez, José Óscar Vila Chaves, Raquel Kohen Kohen, Juan Delval Merino y Juan Antonio García Madruga (2011) Editorial UNED ISBN 978-84-362-6251-3